# Schenkel (stacja metra)
Schenkel – stacja metra w Rotterdamie, położona na linii A (zielonej) i B (żółtej). Została otwarta 28 maja 1983. Stacja znajduje się na terenie Prinsenland, w dzielnicy Prins Alexander.